# Rhinogaster albivenosa
Rhinogaster albivenosa är en insektsart som beskrevs av Ronald Gordon Fennah 1949. Rhinogaster albivenosa ingår i släktet Rhinogaster och familjen Caliscelidae. Inga underarter finns listade i Catalogue of Life.